# Факультет радіофізики та комп'ютерних технологій БДУ
Факультет радіофізики та комп'ютерних технологій Білоруського державного університету (до 2010 року — Факультет радіофізики та електроніки Білоруського державного університету) — один з найбільших факультетів Білоруського державного університету. Заснований у 1976 році.

## Міжнародна співпраця
Факультет має тісні науково-технічні зв'язки з рядом закордонних наукових центрів: Рурським університетом (Німеччина); Ліонська технічна школа (Франція); Орхуський університет (Данія); Російський інститут космічних досліджень, а також низка університетів Росії, України та Польщі.

## Спеціальности
На факультеті студенти можуть навчатися за 7 спеціальностями:
- Квантова радіофізика та лазерні системи
- Телекомунікації та інформаційні системи
- Комп'ютерні приладобудування
- Мультимедійні інформаційні технології
- Інтелектуальні інформаційні технології
- Мікро- й наносистеми
- Супутникові інформаційні системи й технології

## Кафедри
- Кафедра радіофізики й цифрових медіатехнологій[2]
- Кафедра радіофізики й оптоелектроніки[3]
- Кафедра фізичної електроніки й нанотехнологій[4]
- Кафедра інформатики й комп'ютерних систем[5]
- Кафедра інтелектуальних систем[6]
- Кафедра телекомунікацій та інформаційних технологій[7]
- Кафедра системного аналізу й комп'ютерного моделювання[8]
- Кафедра фізики та аерокосмічних технологій[9]

## Галерея

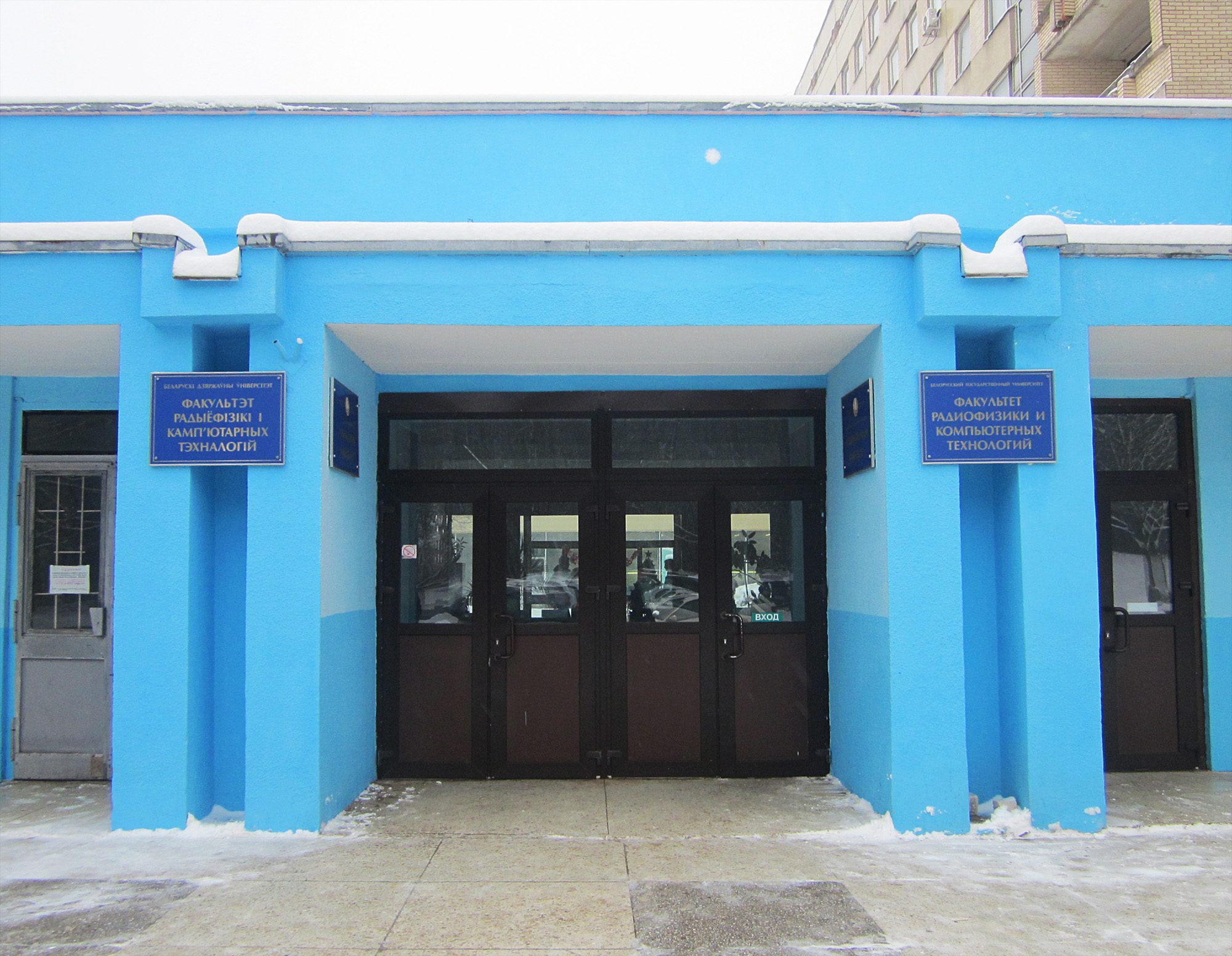
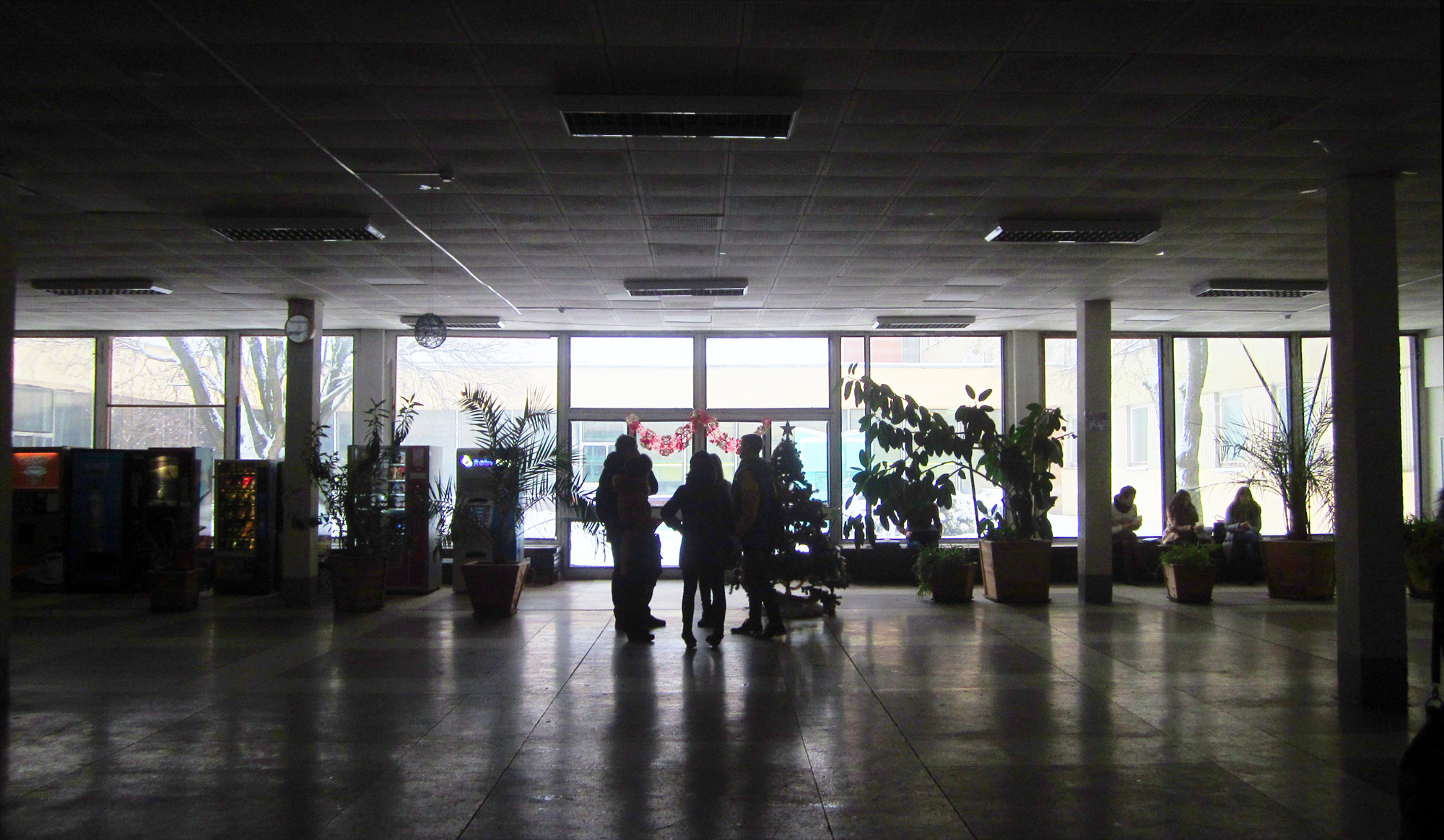
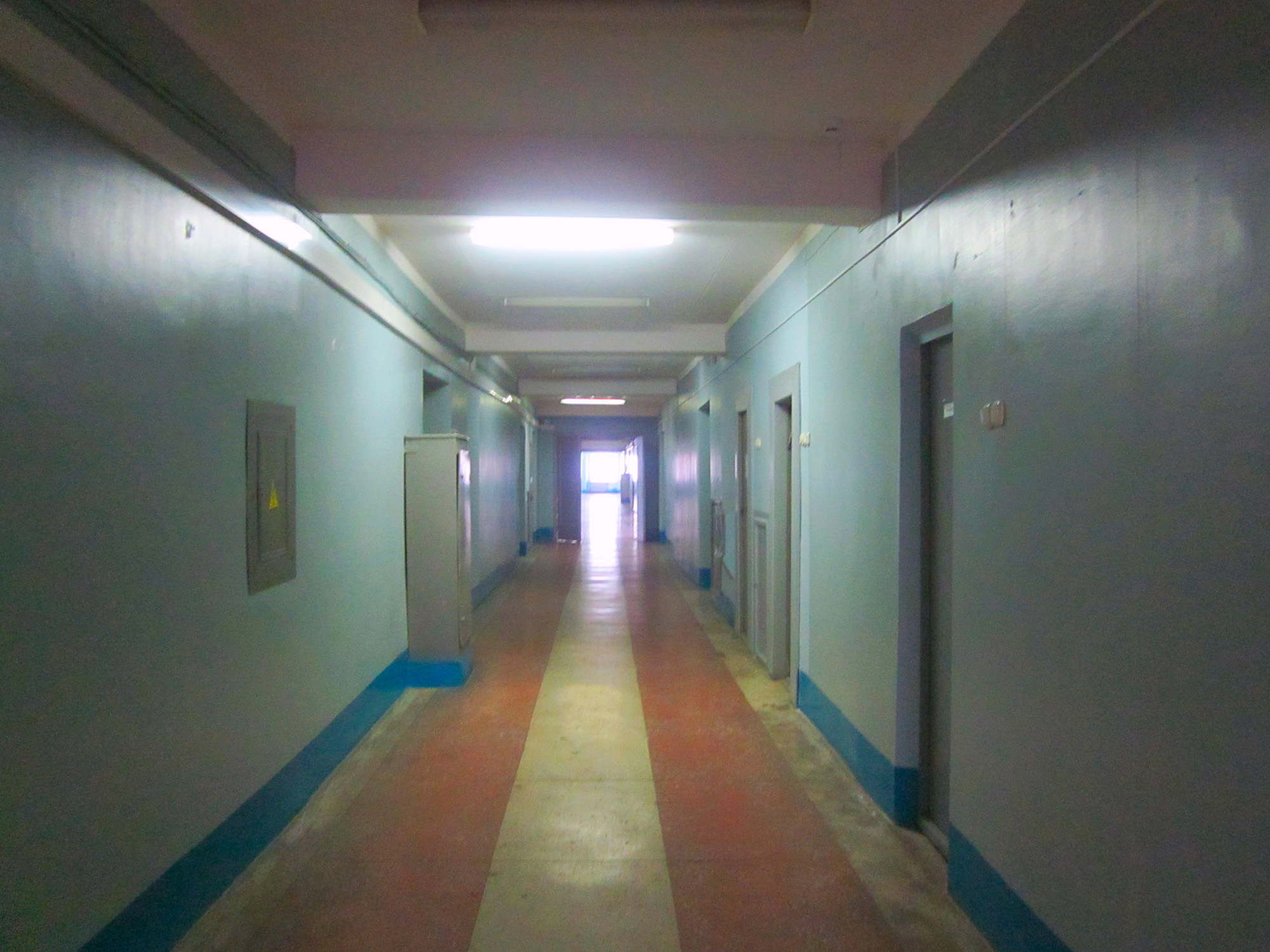
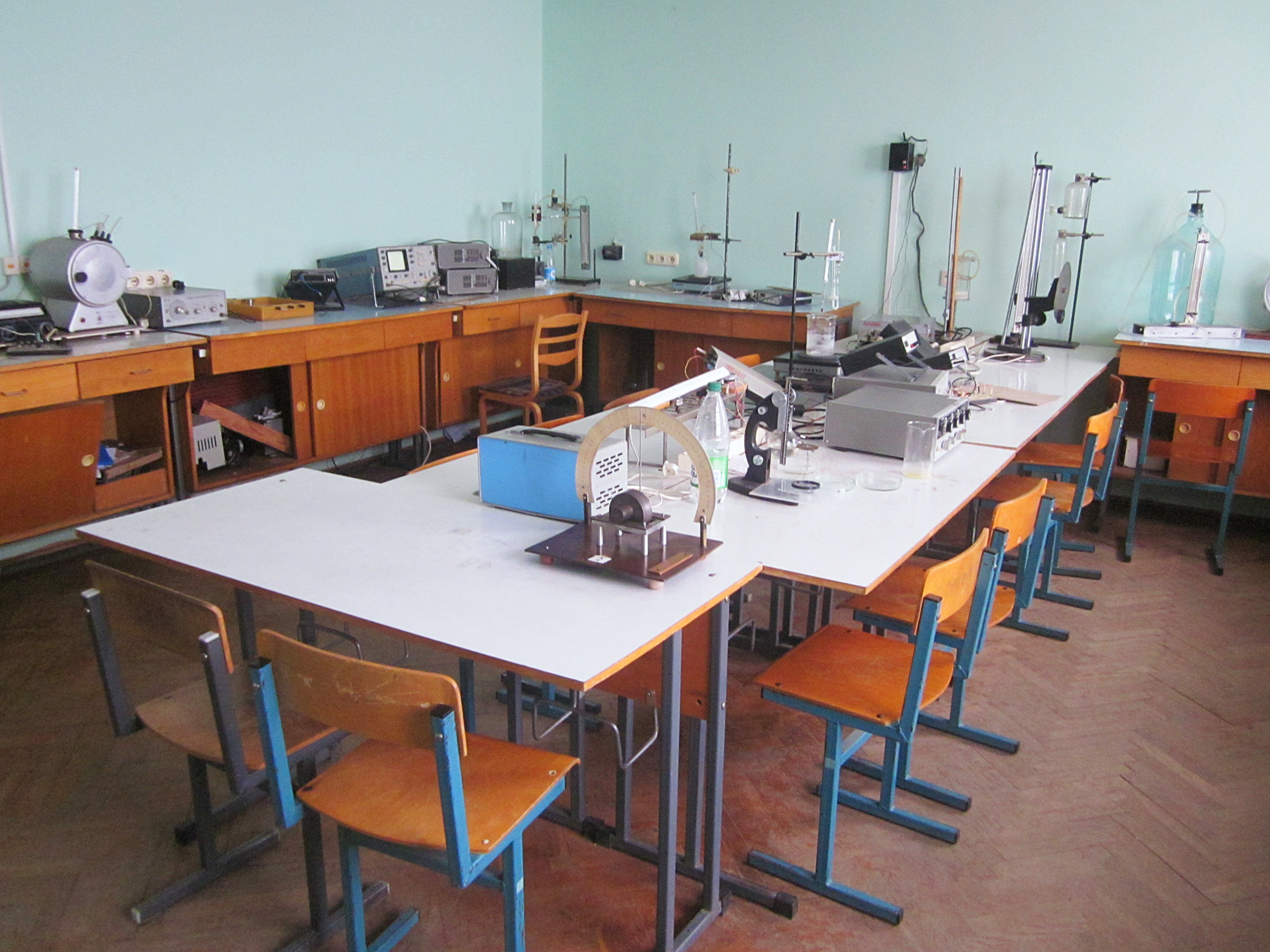
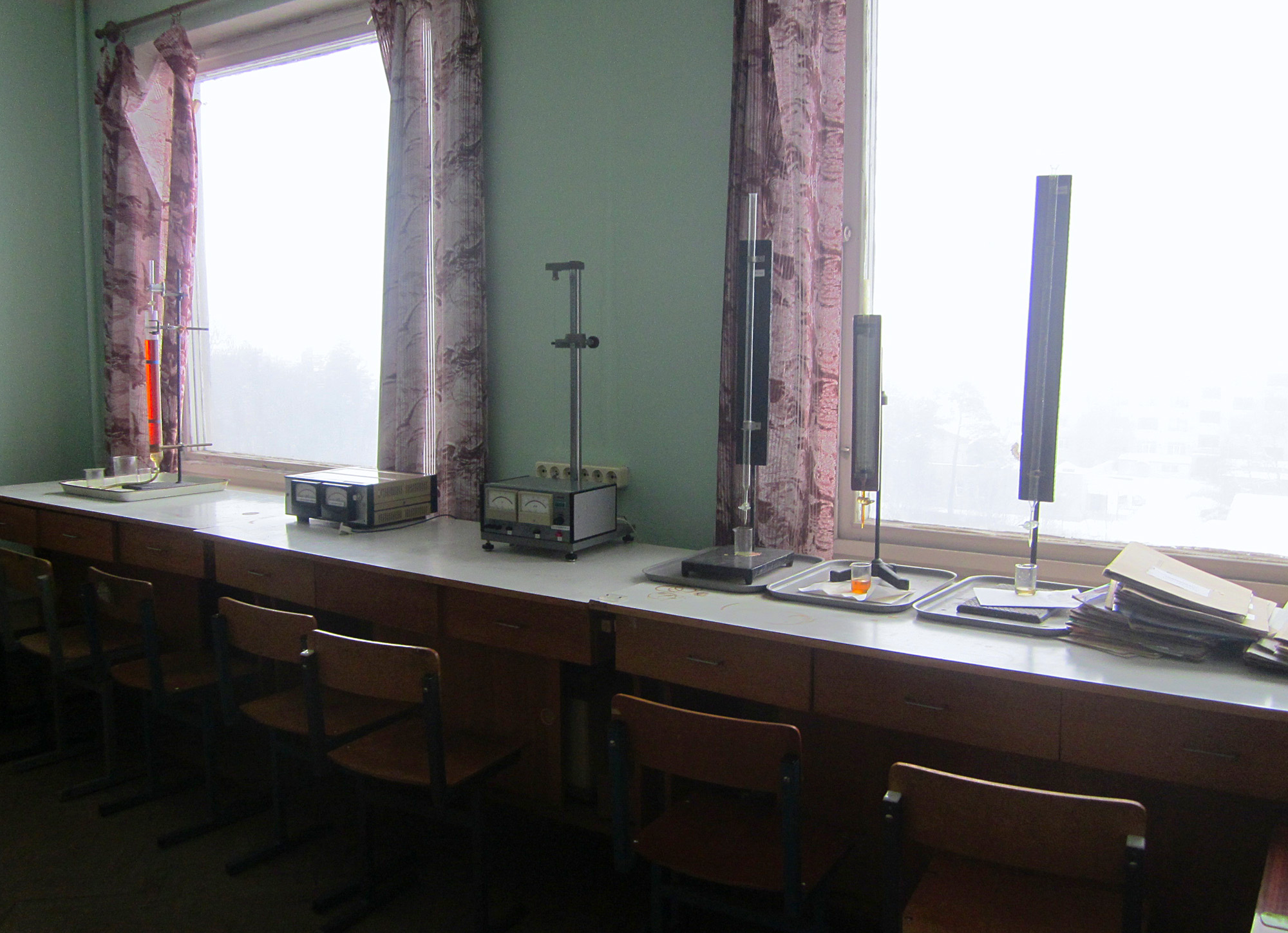